# Società Sportiva Ternana 1966-1967
Questa pagina raccoglie le informazioni riguardanti la Società Sportiva Ternana nelle competizioni ufficiali della stagione 1966-1967.

## Rosa
| N. |                   | Ruolo | Calciatore            |
| -- | ----------------- | ----- | --------------------- |
|    | Italia (bandiera) | C     | Osvaldo Barone        |
|    | Italia (bandiera) | A     | Giancarlo Bellisari   |
|    | Italia (bandiera) | A     | Sergio Boetani        |
|    | Italia (bandiera) | C     | Sergio Bonassin       |
|    | Italia (bandiera) | D     | Rinaldo Cavasin       |
|    | Italia (bandiera) | C     | Carlo Cervetto        |
|    | Italia (bandiera) | A     | Pier Luigi Cignani    |
|    | Italia (bandiera) | C     | Domenico De Dominicis |
|    | Italia (bandiera) | D     | Piero Favoriti        |
|    | Italia (bandiera) | P     | Primo Germano         |

| N. |                   | Ruolo | Calciatore          |
| -- | ----------------- | ----- | ------------------- |
|    | Italia (bandiera) | P     | Pier Luigi Grandini |
|    | Italia (bandiera) | D     | Mario Grechi        |
|    | Italia (bandiera) | C     | Francesco Liguori   |
|    | Italia (bandiera) | C     | Romano Marinai      |
|    | Italia (bandiera) | A     | Giovanni Meregalli  |
|    | Italia (bandiera) | D     | Franco Nicolini     |
|    | Italia (bandiera) | D     | Paolo Pandrin       |
|    | Italia (bandiera) |       | Alberto Poggi       |
|    | Italia (bandiera) | A     | Romano Sciarretta   |